# Кајав
Кајав (фр. Cailhavel) насеље је и општина у јужној Француској у региону Лангдок-Русијон, у департману Од која припада префектури Лиму.
По подацима из 2011. године у општини је живело 106 становника, а густина насељености је износила 19,85 становника/km². Општина се простире на површини од 5,34 km². Налази се на средњој надморској висини од 250 метара (максималној 301 m, а минималној 194 m).

## Демографија
| 1962. | 1968. | 1975. | 1982. | 1990. | 1999. | 2011. |
| ----- | ----- | ----- | ----- | ----- | ----- | ----- |
| 138   | 151   | 140   | 135   | 129   | 111   | 106   |

График промене броја становника у току последњих година